# Блэк, Лукас
Лукас Йорк Блэк (англ. Lucas York Black, род. 29 ноября 1982, Декейтер, Алабама, США) — американский киноактёр, наиболее известный по роли Шона Босуэла в фильме «Тройной форсаж: Токийский дрифт».

## Биография
Блэк родился 29 ноября 1982 года в городе Декейтер, Алабама, в семье баптистов, офисного работника Джен Гиллеспи и сотрудника музея Ларри Блэка. Лукас младший из трёх детей. Он вырос в городе Спик, Алабама, и окончил среднюю школу в 2001 году.

## Карьера
Первый раз в фильме Лукас сыграл в одиннадцать лет, когда его пригласили на роль в картине «Война». Его первым партнёром по фильму стал Кевин Костнер.
Спустя год Лукасу предложили роль в независимой мелодраме «Отточенное лезвие». Билли Боб Торнтон, выступивший как режиссёр и сценарист, получил за эту картину «Оскар», а Лукас — премию «Сатурн» как лучший молодой актёр. Затем актёру предлагают сыграть роль вместе с Джейсом Вудсом и Алеком Болдуином в картине «Призраки Миссисипи». После нескольких успешно сыгранных ролей Лукаса пригласили участвовать в «Секретные материалы: Борьба за будущее» и «Надежда Чикаго». Также Лукас стал фотомоделью для производителя джинсов Calvin Klein. Он окончил школу в 2001 году.
В 2003 году Блэк исполнил роль второго плана в историческом фильме «Холодная гора», составив ансамбль вместе с Рене Зеллвегер, Николь Кидман и Натали Портман. Затем Блэк сыграл в триллере «Тихий омут», в драме «В лучах славы», и в драме «Морпехи».
В 2015 году Блэк вновь вернулся к роли Шона Босуэла в фильме «Форсаж 7».
Он был заявлен в актёрском составе фильма Форсаж 8, но из-за занятости в других проектах не смог принять участие в съемках.
В 2021 году Блэк вновь сыграл Шона Босуэла в фильме «Форсаж 9».

## Личная жизнь
С 2010 года женат на адвокате, Мэгги О’Брайен. У них трое детей.
В свободное от актёрских будней время Лукас любит заняться спортом, поиграть в баскетбол, футбол или гольф.

## Фильмография
| Год       |    | Русское название                       | Оригинальное название                 | Роль                         |
| --------- | -- | -------------------------------------- | ------------------------------------- | ---------------------------- |
| 1994      | ф  | Война                                  | The War                               | Эбб Липницки                 |
| 1995—1996 | с  | Шериф из преисподней                   | American Gothic                       | Калеб Темпл                  |
| 1996      | ф  | Отточенное лезвие                      | Sling Blade                           | Фрэнк Уитли                  |
| 1996      | ф  | Призраки Миссисипи                     | Ghosts of Mississippi                 | Бёрт де Лоутер               |
| 1997      | ф  | Вспышка                                | Flash                                 | Conner Strong                |
| 1998      | ф  | Секретные материалы: Борьба за будущее | The X-Files                           | Стиви                        |
| 1999      | в  | Наш друг, Мартин                       | Our Friend, Martin                    | Randy (озвучка)              |
| 1999      | ф  | Женщина без правил                     | Crazy in Alabama                      | Peter Joseph 'Peejoe' Bullis |
| 2000      | тф | Сотворившая чудо                       | The Miracle Worker                    | Джеймс Келлер                |
| 2000      | ф  | Неукротимые сердца                     | All the Pretty Horses                 | Jimmy Blevins                |
| 2003      | ф  | Холодная гора                          | Cold Mountain                         | Оукли                        |
| 2004      | ф  | В лучах славы                          | Friday Night Lights                   | Майк Уинчелл                 |
| 2005      | ф  | Тихий омут                             | Deepwater                             | Nat Banyon                   |
| 2005      | ф  | Морпехи                                | Jarhead                               | Младший капрал Крис Крюгер   |
| 2006      | ф  | Тройной форсаж: Токийский дрифт        | The Fast and the Furious: Tokyo Drift | Шон Босуэлл                  |
| 2006      | ф  | Дилер-убийца                           | Killer Diller                         | Vernon                       |
| 2009      | ф  | Похороните меня заживо                 | Get Low                               | Бадди                        |
| 2010      | ф  | Легион                                 | Legion                                | Джип Хансон                  |
| 2010      | тф | Жёсткая торговля                       | ToughTrade                            |                              |
| 2011      | ф  | Семь дней в утопии                     | Seven Days in Utopia                  | Luke Chisholm                |
| 2012      | ф  | Страна обетованная                     | Promised Land                         | Paul Geary                   |
| 2013      | ф  | 42                                     | 42                                    | Пи Ви Рис                    |
| 2014—2019 | с  | Морская полиция: Новый Орлеан          | NCIS: New Orleans                     | Кристофер «Крис» ЛаСалль     |
| 2015      | ф  | Форсаж 7                               | Fast & Furious 7                      | Шон Босуэлл                  |
| 2021      | ф  | Форсаж 9                               | Fast & Furious 9                      | Шон Босуэлл                  |